# Igala

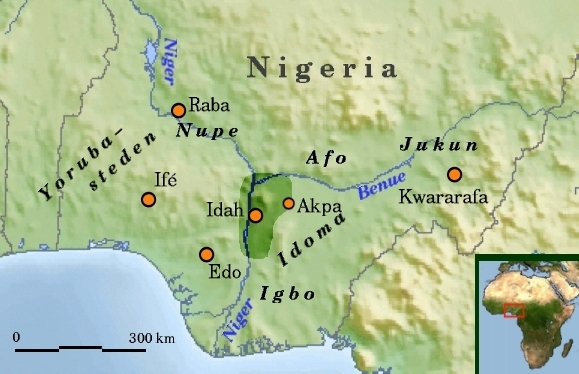
Verbreitungsgebiet des Igala in Nigeria

Igala ist eine yoruboide Sprache der Volta-Niger-Sprachgruppe, welche von der Volksgruppe der Igala in Nigeria gesprochen wird. 
Im Jahre 1989 sprachen geschätzte 800.000 Einwohner des Landes Igala, hauptsächlich in den Bundesstaaten Kogi, Delta und Edo. Dialekte der Sprache sind Ebu, Idah, Ankpa, Dekina, Ogugu, Ibaji und Ife. Die Volksgruppen der Agatu, Idoma und Bassa können auch in Igala in der Grundschule unterrichtet werden. Igala ist als yoruboide Sprache bis zu einem gewissen Grad verwandt mit dem Yoruba. Sowohl die Igala-Sprache als auch die damit verbundene Igala-Kultur und Igala-Tradition haben andere Kulturen und Sprachen in der Region des Zusammenflusses von Niger und Benue beeinflusst.